# Goiena Komunizakio Taldea
El Grup de Comunicació Goiena (en basc: Goiena Komunikazio Taldea) és una cooperativa de comunicació basca que es caracteritza per emprar el basc com a llengua única de treball i treballar a la comarca de l'Alt Deba (Debagoiena en basc), a la província basca de Guipúscoa (Gipuzkoa). Es creà l'any 2000 per part d'associacions de la comarca amb la intenció de enfortir i desenvolupar els mitjans de comunicació en basc. S'impulsà, per part d'associacions i societats, una cooperativa amb la finalitat d'integrar en un mateix lloc treballadors de Goiena i dels municipis propers.
Al llarg d'aquests anys, ha aconseguit un gran desenvolupament en paper, publicant dos dies a la setmana. Mitjançant la Televisió Digital Terrestre (TDT) i la fibra òptica ha permés l'expansió no només per la comarca de l'Alt Deba, sinó a tota la Comunitat Autònoma Basca. El desenvolupament de la xarxa d'internet també ha obert una porta a l'expansió i difusió del grup. A més, gestiona també la Ràdio de Mondragón (Arrasate Irratia).

## Serveis[3]
El grup distribueix la seva feina en quatre mitjans de comunicació:
- Premsa escrita: 
  - Periòdic Goiena
  - Revista Puntua[4]
- Televisió: Goiena Telebista.
- Ràdio: Arrasate Irratia (Ràdio de Mondragón)
- Internet